# Автозаводський провулок (Київ)
Автозаводськи́й прову́лок — провулок у Оболонському районі міста Києва, місцевості Вишгородський масив, Пріорка. Пролягає від Вишгородської до Автозаводської вулиці. На деяких мапах продовжується до Бережанської вулиці.

## Історія
Провулок виник у першій чверті XX століття, мав назву Пролетарський. Сучасна назву — з 1955 року.
До провулку не приписано жодного будинку.